# Ängsfräken
Ängsfräken (Equisetum pratense) är en fräkenväxt som kan bli cirka 5 decimeter hög. Arten påminner om åkerfräken, men är inte lika kraftig. Den växer på ängar, i lundar och skogsbryn samt i fuktig näringsrik granskog i de tempererade delarna av norra halvklotet.